# Osban
Ne doit pas être confondu avec l'osban, autre nom du tikourbabine.
L’osban (en arabe : عصبان ; prononciation : [ʕɔsˁbɛːn] ou [ʕusˁbɑːn]) ou osban el kerch, ou simplement osbana, est une spécialité culinaire maghrébine, à base de panse farcie que l'on trouve dans les cuisines algérienne, tunisienne, marocaine et libyenne.
La panse (généralement de mouton) est farcie de riz, de viande d'agneau hachée (dont le foie et le cœur), de ciboule, de tomate, d'herbes aromatiques et d'épices. Elle est servie en général à l'Aïd al-Adha  ou pour les grandes occasions, en accompagnement d'un plat principal majoritairement du couscous et parfois avec du riz et d'autres féculents.

## Histoire

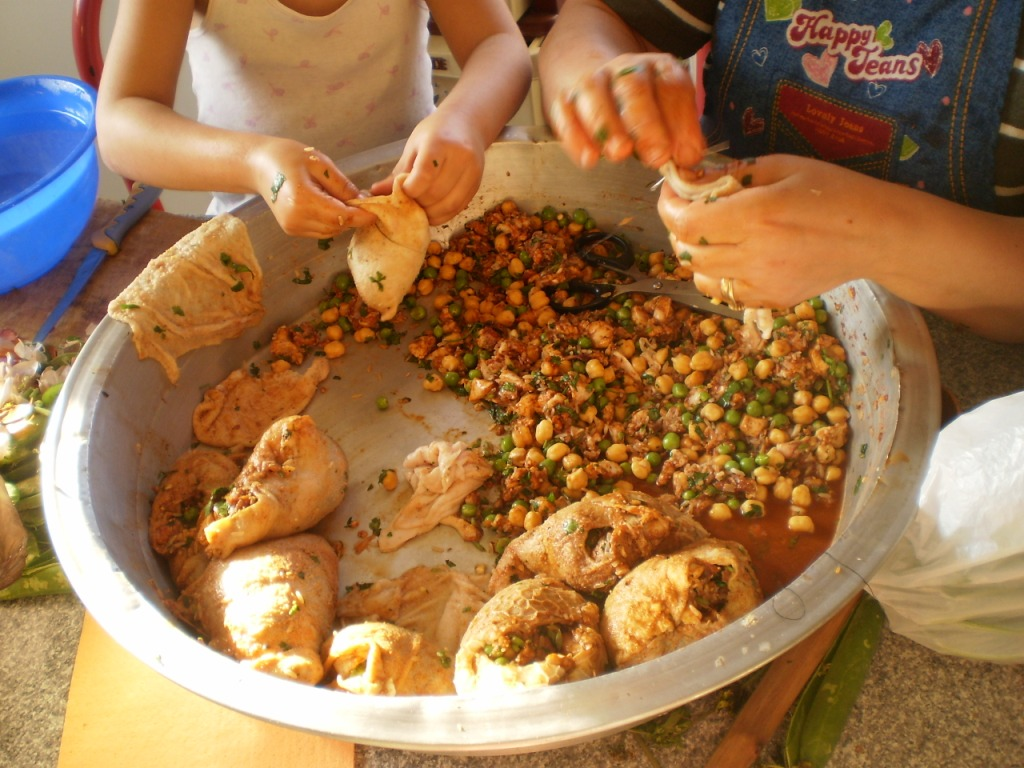
Préparation de l'osban en Algérie.

Dans une chronique des mystiques ibadites du Maghreb, écrite vers la fin du XIe siècle, le 'asb est mentionné à propos d'un repas offert par les gens de Ouargla (Sahara algérien), à l'attention du mystique Abu Sulaymân en ya'kûb ben aflah (qui vécut à Ouargla en 908) : « Ils préparent un ta'àm ( couscous ?) surmonté ('alayh) de saucisses ('asb) qui contenaient des traces (athar) d'excrément d'intestins [d'estomac ?] (farth). »
Le couscous au 'asb semble avoir été connu des contemporains d'Ibn Razin al-Tuyibi (XIIIe siècle) qui l'a mentionné dans Fudalat al-khiwan. De nos jours, celui-ci est toujours un plat de prédilection chez les Maghrébins, que l'on trouve sous le nom de couscous à l'osban ou ta'âm à l'osban ou à la bakbouka.
Selon le journal Le Soir d'Algérie, cette spécialité culinaire maghrébine remonte à la période ottomane.

## Description

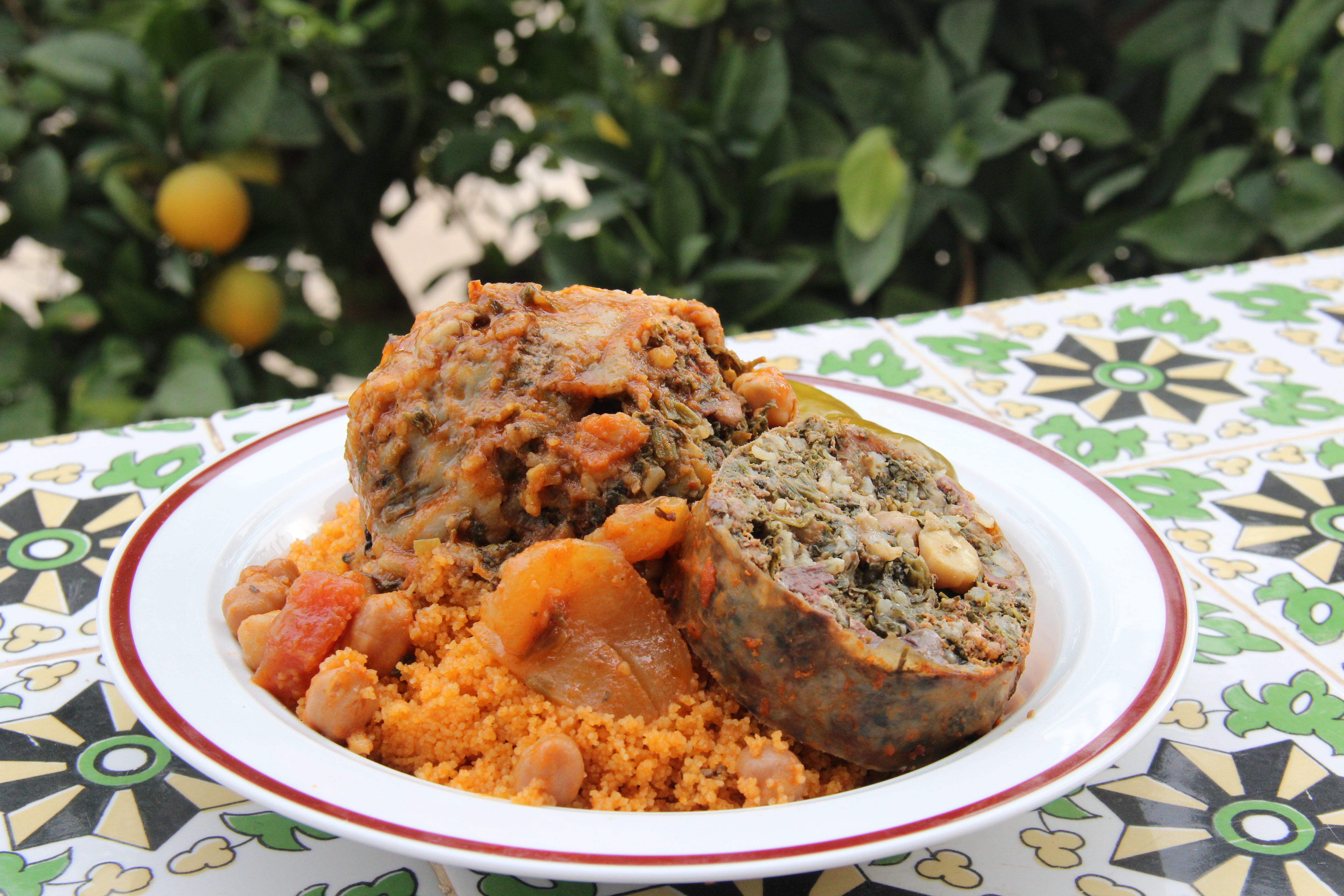
Couscous tunisien à losban de bœuf.

L'osban est un plat cuisiné à base de panse de mouton (dite kercha) farcie avec des abats de mouton finement découpés : intestins, cœur, foie, poumon et m’jebna (la partie de la graisse de mouton appelée crépine). À cette composition, du riz et des pois chiches sont ajoutés. La farce est assaisonnée d'oignon et de coriandre hachés, de sel, de poivre noir, de paprika et de tomate concentrée et, facultativement, de harissa.
Après avoir nettoyé puis farci des intestins de mouton, ou des boyaux artificiels, on fait cuire les saucisses une heure dans de l'eau bouillante, avant de les faire dorer dans une poêle ou au four.
La même préparation existe à base de panse et d'abats de bœuf. En Écosse, un plat assez similaire à base d'intestins et d'abats de mouton est appelé haggis.